# سیارک ۷۵۱۶
سیارک ۷۵۱۶ (به انگلیسی: 7516 Kranjc، نامگذاری:1987MC) هفت هزار و پانصد و شانزدهمین سیارک کشف شده‌است که در ۱۸ ژوئن ۱۹۸۷ کشف شد.
قدر مطلق سیارک برابر ۱۳٫۲۰ است.